# کوه آیزو-کوماگاتاکه
کوه آداتارا (به ژاپنی: 会津駒ヶ岳 Aizu-komagata) یکی از کوه‌های استان فوکوشیما در ژاپن است. نام این کوه در کتاب فهرست صد کوه معروف ژاپن آمده‌است. ارتفاع این کوه ۲۱۳۳ متر است.